# Culin
Culin è un comune francese di 785 abitanti (al 1º gennaio 2022) situato nel dipartimento dell'Isère della regione dell'Alvernia-Rodano-Alpi.

## Società

### Evoluzione demografica
Abitanti censiti